# Žirje
Žirje (prononcé [ʒîːrjɛ]) est une île et localité de Croatie, située dans l'archipel de Šibenik de la mer Adriatique. Se trouvant à 22 km au sud-ouest de la ville de même nom, elle est la plus éloignée parmi les îles de l'archipel de Šibenik habitées en permanence. L'île est composée de deux crêtes de calcaire ce qui en fait une vallée fertile. Sa superficie est de 15,06 km2 et sa population de 94 habitants (2011). Sa population est en constante diminution : 720 habitants en 1953, 207 en 1981, puis 124 en 2001.
La végétation de l'île est principalement composée de maquis, et de quelques terres agricoles au centre de l'île. L'île vit de l'agriculture (raisins, olives, prunes, figues et griottes) et de la pêche. La mer entourant l'île est composée de nombreux poissons. Pendant les XIIe et XIIIe siècles, l'île était encerclée par des forteresses et des murs rappelant les forteresses byzantines du VIe siècle.
Un ferry relie l'île à la ville de Šibenik par l'intermédiaire de la route D128.